# Beatrix Schröer
Beatrix Schröer   (Meissen, 4 de maig de 1963), de soltera Beatrix Lehmann, és una ex-remadora alemanya que va competir sota bandera de la República Democràtica Alemanya durant la dècada de 1980.
El 1988 va prendre part en els Jocs Olímpics de Seül, on guanyà la medalla d'or en la prova del vuit amb timoner del programa de rem. En el seu palmarès també destaquen dues medalles de plata al Campionat del món de rem.